# Jules Danilo
Jules Danilo, né le 18 mai 1995 à Milan, est un pilote de vitesse moto français.

## Biographie[1]
À 5 ans, alors que sa famille habite en Chine, il débute sur un PW50, puis enchaîne sur une pocket bike et enfin sur une Metrakit 70 que son père fait importer d’Espagne et qui sera sa première machine à vitesses. À leur retour en europe en 2008, il participe avec son frère (Simon) à la MiniBike Academy encadrée par Nicolas Dussauge et la FFM.
Jules débute la moto en compétition en 2009 en Junior Cup, championnat qu’il gagne dès la première année, alors que sa saison avait plutôt mal commencé. Puis il décide de passer en Open 125 cm3 pour la saison 2010, où il monte en puissance tout au long de la saison, finissant par jouer aux avant-postes, remportant deux courses et réalisant trois pole positions, mais à la suite de deux casses du moteur, alors qu’il est en tête du championnat, le titre lui échappe.
La saison 2011 est, comme il le définit lui-même, « un passage à vide », une saison à oublier. Une appréhension due à un manque de confiance en sa machine semble s'être installé. En 2012, il entame une bonne première année en Championnat de France Moto3, au côté de Hugo Casadesus et roule également en Championnat d’Espagne. Le CEV le fait rapidement progresser et lors des courses françaises, Jules Danilo est rapidement à l’aise, signant d’excellents chronos. Il clôt cette saison, après avoir gagné cinq courses et décroché six pole positions, sur un titre de Vice-Champion de France Moto3.
Le millésime 2013 commence correctement pour Jules qui lors de la première manche du Championnat de France au Mans, termine second derrière Livio Loi. Mais ce dernier étant étranger, ses points ne sont pas comptabilisés au classement général, Jules Danilo repart donc avec la première place. Cette saison, il décide de la consacrer au CEV, le difficile et réputé championnat espagnol, considéré comme « l’anti-chambre des Grands Prix ». Grâce à sa prestation Mancelle, le jeune pilote est sélectionné pour participer, en tant que Wild card au sein du team Marc VDS, au Grand Prix de France Moto3. Une course positive avec de bons chronos malgré une chute, qui lui a valu une ouverture vers un avenir en GP. L’équipe qui l’a accueilli semble intéressée pour lui offrir une place, selon les résultats obtenus durant l'année. Une semaine plus tard, Marc VDS décide de soutenir Jules Danilo pour la course d’Aragon, où il décroche sa meilleure place en CEV, terminant 5e.
Il dispute par la suite trois autres courses en Moto3 en tant que remplaçant de Danny Webb chez Ambrogio Racing, qui décide par la suite de lui confier une Mahindra pour sa première saison complète en 2014.
Jules Danilo passe en 2015 chez Ongetta-Rivacold et pilote une Honda avec laquelle il marque douze points au championnat. Pour 2016, il poursuit avec la même équipe. 
En 2017, il signe dans le team Nashi qui évolue en championnat Moto 2. 
À la fin de la saison 2017-2018, les résultats ne sont pas là et Jules quitte les championnats du monde pour le World Supersport, catégorie de support du Superbike, au sein de l'équipe CIA Landlord Insurance Honda.
À partir de 2019, il devient consultant pour Canal+, nouveau diffuseur des Grands Prix de MotoGP, Moto2 et Moto3. Il commente les Grands Prix de Moto2 et Moto3 avec Louis Rossi et Laurent Rigal, ce dernier étant remplacé en 2022 par Antoine Arlot,.

## Statistiques

### Par saison
(Mise à jour après le  Grand Prix moto de la Communauté valencienne 2017)
| Année | Catégorie | Équipe                     | Moto        | Courses | Victoires | Podiums | Pole positions | M. tour | Points | Position |
| ----- | --------- | -------------------------- | ----------- | ------- | --------- | ------- | -------------- | ------- | ------ | -------- |
| 2013  | Moto3     | Marc VDS Racing Team       | Kalex KTM   | 4       | 0         | 0       | 0              | 0       | 0      | NC       |
| 2013  | Moto3     | Ambrogio Racing            | Suter Honda | 4       | 0         | 0       | 0              | 0       | 0      | NC       |
| 2014  | Moto3     | Ambrogio Racing            | Mahindra    | 18      | 0         | 0       | 0              | 0       | 2      | 30e      |
| 2015  | Moto3     | Ongetta-Rivacold           | Honda       | 18      | 0         | 0       | 0              | 0       | 12     | 26e      |
| 2016  | Moto3     | Ongetta-Rivacold           | Honda       | 18      | 0         | 0       | 0              | 0       | 58     | 20e      |
| 2017  | Moto3     | Marinelli Rivacold Snipers | Honda       | 18      | 0         | 0       | 0              | 0       | 29     | 21e      |
| Total |           |                            |             | 76      | 0         | 0       | 0              | 0       | 101    |          |

- *saison en cours

### Statistiques par catégorie
(Mise à jour après le  Grand Prix moto de la Communauté valencienne 2017)
| Catégorie | Année | 1er GP   | 1er Podium | 1re Victoire | Courses | Victoires | Podiums | Pole positions | M.tours¹ | Points | Titres |
| --------- | ----- | -------- | ---------- | ------------ | ------- | --------- | ------- | -------------- | -------- | ------ | ------ |
| Moto3     | 2013- | FRA 2013 |            |              | 76      | 0         | 0       | 0              | 0        | 101    | 0      |
| Total     | 2013- |          |            |              | 76      | 0         | 0       | 0              | 0        | 101    | 0      |

### Statistiques par course
| Année | Catégorie | Moto        | 1       | 2       | 3       | 4       | 5       | 6       | 7       | 8      | 9      | 10      | 11     | 12      | 13      | 14     | 15     | 16      | 17      | 18      | Position | Points |
| ----- | --------- | ----------- | ------- | ------- | ------- | ------- | ------- | ------- | ------- | ------ | ------ | ------- | ------ | ------- | ------- | ------ | ------ | ------- | ------- | ------- | -------- | ------ |
| 2013  | Moto3     | Kalex KTM   | QAT     | AME     | SPA     | FRA Ab. | ITA     | CAT     | NED     |        |        | CZE 24  | GBR    | RSM     | ARA     | MAL    | AUS    | JPN     | VAL     |         | NC       | 0      |
| 2013  | Moto3     | Suter Honda |         |         |         |         |         |         |         | GER 28 | IND 21 |         |        |         |         |        |        |         |         |         | NC       | 0      |
| 2014  | Moto3     | Mahindra    | QAT Ab. | AME 22  | ARG 24  | SPA 27  | FRA Ab. | ITA 22  | CAT 27  | NED 22 | GER 17 | IND 16  | CZE 18 | GBR 25  | RSM 26  | ARA 14 | JPN 19 | AUS 22  | MAL 17  | VAL Ab. | 30e      | 2      |
| 2015  | Moto3     | Honda       | QAT 20  | AME Ab. | ARG Ab. | SPA 12  | FRA Ab. | ITA Ab. | CAT 16  | NED 16 | GER 15 | IND 14  | CZE 27 | GBR Ab. | RSM Ab. | ARA 22 | JPN 19 | AUS Ab. | MAL 11  | VAL 16  | 26e      | 12     |
| 2016  | Moto3     | Honda       | QAT 11  | ARG 26  | AME 9   | SPA 9   | FRA Ab. | ITA 11  | CAT Ab. | NED 6  | GER 9  | AUT 16  | CZE 11 | GBR 13  | RSM 14  | ARA 19 | JPN 16 | AUS 9   | MAL Ab. | VAL 26  | 20e      | 58     |
| 2017  | Moto3     | Honda       | QAT 17  | ARG 22  | AME 13  | SPA 12  | FRA 7   | ITA Ab. | CAT Ab. | NED 5  | GER 14 | CZE Ab. | AUT 16 | GBR 22  | RSM Ab. | ARA 20 | JPN 18 | AUS Ab. | MAL Ab. | VAL 19  | 21e      | 29     |